# Talpa davidiana
Espèce
Statut de conservation UICN

 DD  : Données insuffisantes
Talpa davidiana est une espèce de Mammifères appartenant à la famille des Talpidés (Talpidae). On rencontre cette taupe au Moyen-Orient en Iran et en Turquie.

## Taxonomie
Cette espèce a été décrite pour la première fois en 1884 par le zoologiste français Alphonse Milne-Edwards (1835-1900). Elle a été nommée en hommage au Père David (1826-1900), un missionnaire français, éminent zoologiste et botaniste.
Traditionnellement, les espèces de la famille des Talpidae sont classées dans l'ordre des Insectivores (Insectivora), un regroupement qui est progressivement abandonné au XXIe siècle.
Synonyme : Talpa streeti Lay, 1965

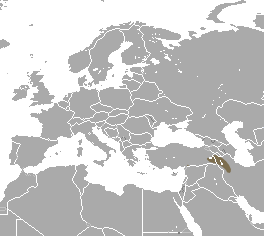
Carte de répartition en Eurasie